# Назарян, Спартион Егоевич
Спартион Егоевич Назарян (1927—2014) — организатор сельскохозяйственного производства, Герой Социалистического Труда (1976). Заслуженный агроном Армянской ССР (1975).

## Биография
Родился 12.11.1927. Образование высшее — окончил Армянский сельскохозяйственный институт. Член КПСС.
С 1954 по 1994 год председатель колхоза имени Дзержинского (с 1980-х гг. агрофирмы-колхоза «Маралик») Анийского района Армянской ССР.
За досрочное выполнение заданий седьмой пятилетки награждён орденом Трудового Красного Знамени (22.03.1966), восьмой пятилетки — орденом Ленина (8.04.1971) и девятой — орденом Ленина и медалью «Золотая Звезда» (10.03.1976). Был награждён также орденом Октябрьской Революции (16.03.1981), золотой, серебряной и бронзовой медалями ВДНХ СССР.
С 1989 г. Народный депутат СССР от колхозов, объединяемых Союзным советом колхозов.
Скончался в 2014 году.